# Achraf Zitouni
Pour les articles homonymes, voir Zitouni.
Achraf Zitouni (arabe : أشرف الزيتوني), né le 12 avril 1988 à Tunis, est un footballeur tunisien évoluant au poste de milieu de terrain.

## Biographie
Achraf Zitouni évolue en première division tunisienne avec le Club africain, l'El Gawafel sportives de Gafsa et le Stade tunisien.
Il dispute un total de 62 matchs en première division, pour deux buts inscrits.